# Црква Успења Пресвете Богородице у Биограду
Црква Успења Пресвете Богородице у селу Биоград код Невесиња једна је од најстаријих православних светиња у Херцеговини. Грађена је од 1864. до 1866. године, уз дозволу тадашњег турског султана Абдул-Азиза 1863. године. Неимар је био Лазар Сушило из Попова Поља. Храм је освјештао екископ захумско-херцеговачки и приморски Прокопије на Митровдан, 26. октобра 1866. године.
На Малу Госпојину, 8. септембра 1875. године, код цркве је сазван збор народних првака Невесиња на коме су вође народа у Херцеговини Јован Гутић, Симун Зечевић, Илија Стевановић, Тривко Грубачић, Продан Рупар и Петар Радовић одлучили да се у прољеће наредне године подигне устанак против турских освајача, познат у историји под називом Невесињска пушка. За вријеме устанка Срби из околних села снијели су у цркву бакарно посуђе, али су Турци сломили врата, дигли посуђе и обрушили унутрашњост цркве. По окупацији 1878. године, аустријски војници су становали у цркви и за то вријеме један од војника је израдио дрвени дио иконостаса. У љето 1881. године, црква је поправљена и поново освећена од Митрополита Игњатија 15. августа 1881. године, а звоник је саграђен 1890. године.
У љето 1930. године, заузимањем јереја Манојла Говедарице и предсједника црквене општине Данила Вуковића, обновљена је спољашност цркве. Са ћемера је скинута плоча и прекривена циглом која је набављена прилозима жена. Радови су извођени под надзором мајстора Михајла Милошевића из Невесиња, а освећење је обавио јереј Јефто Вујовић.
Црква је била саборна за биоградску-луковачку парохију све до 1941. године, када је парохијски дом у њеној близини срушен и запаљен од стране усташа, а други разлог је и расељавање становништва са села.
Епископ Григорије је посјетио ову цркву 2002. године и благословио да буде манастир, метох манастира Тврдош.
У порти храма 2014. године постављан је споменик у славу и част погинулим борцима Отаџбинског рата биоградске парохије. Исте године урађена је реконструкција звоника.
Храмовна слава Велика Госпојина прославља се 28. августа. Црквена општина Невесиње - Биоградска парохија и Храм Успења Пресвете Богородице у Биограду на Велику Госпојину организују традиционални народни сабор. Током саборовања одржавају се надметања у соколским дисциплинама - бацање камена с рамена, потезање конопца и клипа, скок у даљ, као и такмичења мушких и женских гангашких група.